# Capsicum lanceolatum
Стручковий перець ланцетний (Capsicum lanceolatum (Greenm.) C.V.Morton & Standl.) — вид рослин роду Перець стручковий. Історичний ареал виду на території сучасної Гватемали, Мексики та Гондурасу. Наразі відомо, що ареал цього виду значно обмежений і зменшується у зв'язку із сільськогосподарською діяльністю людини.

## Опис

### Морфологічна характеристика
Як і майже всі представники роду Capsicum lanceolatum, є кущовою рослиною з вертикальним стеблом і висотою від 1 до 5 метрів. Однак, на відміну від інших описаних видів роду Capsicum, цей вид має інші форму та розташування листків. Таким чином листки з'являються парами і дивляться майже в одному напрямку, проте один з них меншого, а другий більшого розміру. Усі листки мають легке опушення.

#### Цвітіння
Цвітіння відбувається з травня по грудень. Квітки поодинокі, рідше попарні, містяться в пазухах пагону. Мають довжину 1,5—3 см. Чашечка має довжину від 1,3 до 2 мм. По краях чашечки — зубці завдовжки 2—5 мм. Пелюстки, як і в більшості пасльонових, зростаються у п'ятискладну оцвітину. Мають жовтувато-білий або червоно-фіолетовий колір та злегка опушені на кінці. Рослина самоcумісна.

#### Плодоношення
Вид має дрібні ягоди діаметром від 8 до 10 сантиметрів. Вони мають помаранчево-червоний колір, наповнені м'якоттю та не гострі. Насіння чорного кольору.

### Каріотип
C. lanceolatum має 13 пар хромосом. Типовими особливостями видів перцю стручкового з таким набором хромосом є перевага вологим місцям зростання, а також зеленуваті, дрібні, негострі ягоди. Помаранчево-червоні пігменти у м'якоті плодів відрізняють цей вид від близькоспоріднених.

## Дослідження ареалу
Гірські тропічні та хмарні ліси Гватемали на висоті 1200—1800 метрів вказані як місце розташування C. lanceolatum. У групі з 13 парами хромосом C. lanceolatum є одним із видів із найпівнічнішим ареалом; інші види в основному зустрічаються в південно-східній Бразилії. Записи вченого Пола Карпентера Стендлі (Paul C. Standley) під час експедиції в Гватемалу в 1938—1939 роках. містять найповніший опис C. lanceolatum , а також місць, де були знайдені рослини цього виду. Гербарні зразки, зібрані під час цієї експедиції, сьогодні виставлені в Музеї природної історії Філда в Чикаго.
На основі точних записів експедиції 1938—1939 років у 1991 р. була організована ще одна експедиція до Гватемали під керівництвом Пола Босланда, щоб зібрати зразки виду для більш детального вивчення. На той час у доступних для дослідження колекціях не було відомих живих рослин цього виду. Усі ділянки, описані Стендлі, були відвідані, але вони були перетворені на сільськогосподарські землі або вкриті вторинним лісом після використання. Повторну колонізацію C. lanceolatum не вдалося визначити при дослідженні місць що були описані раніше.
Проте було виявлено нове, раніше невідоме місце. Рослини, класифіковані як C. lanceolatum, були виявлені в Biotopo el Quetzal площею 1133 га, заповіднику птаха Pharomachrus mocinno. Хоча вони за деякими характеристиками відрізняються від рослин, описаних Стендлі, така варіативність характеристик спостерігається і в інших видів роду Capsicum. Таким чином колір квітів білий в оригінальному описі, і червоний у рослин, знайдених Босландом. Стендлі також назвав колір насіння білим, тоді як рослини з Biotopo el Quetzal мають чорне насіння. Всі інші ознаки відповідають опису рослини 1974 року і також були знайдені у гербарних рослин колекції 1938—1939 років.

## Класифікація
Щоб позиціонувати вид Capsicum lanceolatum в межах роду Capsicum, команда під керівництвом Пола Босланда провела різні дослідження структури хромосом і сумісності з іншими видами роду. Спочатку було встановлено, що C. lanceolatum не має 12 пар хромосом, як більшість видів цього роду, але, як і дикий вид Capsicum rhomboideum, наприклад, має 13 пар хромосом. Імовірно існує бар'єр запліднення між видами з 12 парами хромосом і видами з 13 парами хромосом. Серед іншого, це пояснює, чому спроби схрещування з іншими видами роду або не призвели до запліднення, або дали лише плоди з порожньою насіннєвою оболонкою або, в одному випадку, з недорозвиненим ембріоном. Однак, оскільки досі немає повного дослідження поведінки схрещування між видами роду Capsicum, неможливо зробити точне твердження про історичні зв'язки розвитку. На цьому етапі не можна з упевненістю сказати, як з'явилася додаткова хромосома. Однак, маючи знання, отримані таким чином, було ймовірно, що C. lanceolatum не можна класифікувати в три відомі еволюційні групи навколо Capsicum baccatum, Capsicum annuum або Capsicum pubescens.